# أحمد أبو لبن
أحمد أبو لبن (بالدنماركية: Abu Laban)‏ (1946 - 1 فبراير 2007) هو إمام دنماركي فلسطيني، وزعيم للجمعية الإسلامية في الدنمارك، كان شخصية محورية في مناهضة الرسوم الكاريكاتورية المُسيئة للنبي محمد في صحيفة يولاندس بوستن في الدنمارك.

## حياته الشخصية
ولد أحمد أبو لبن عام 1946 في يافا في فلسطين، وفي عام 1948 فرت عائلته إلى القاهرة، وترعرع هناك، وأصبح مهندسًا ميكانيكيًا،  درس الشريعة الإسلامية، وعمل في صناعة النفط في الخليج العربي من 1970 إلى 1982، ثم عمل في شركة مقاولات في نيجيريا من 1982 إلى 1984. ساهم في مشاريع إسلامية تعليمية في ولايات مختلفة من نيجيريا.
هاجر إلى الدنمارك عام 1984 وعاش هناك لبقية حياته. في 19 يناير 2007 أعلنت الجمعية الإسلامية في الدنمارك أن أبا لبن مصاب بسرطان الرئة، وتوفي في 1 فبراير 2007 عن عمر 60 عامًا. وحضر جنازته آلاف المسلمين في كوبنهاغن.

## جدال

### الرسوم الكاريكاتورية
شارك أبو لبن في الجدال الإعلامي التي اندلع في الدنمارك بعد إصدار الرسوم الكاريكاتورية المٌسيئة للنبي محمد في صحيفة يولاندس بوستن، وفي نوفمبر 2005 قام بجولة في الشرق الأوسط لطلب الدعم الدبلوماسي، وهو أحد العوامل التي أثارت الغضب على نطاق واسع في المنطقة في أوائل عام 2006. جنبا إلى جنب مع أحمد عكاري، قام بتأليف منشور عكاري-لبن الذي تم توزيعه لمناهضة الرسوم الكاريكاتورية.

### تصريحات شهرية له
- بعد مقتل ثيو فان جوخ انتقد مقتله، كما انتقد إساءة استخدام حرية التعبير وإهانته الإسلام.[6]
- انتقد السياسي الدنماركي ناصر خضر ووصفه بالفأر الهارب.[7]
- في صلاة الجمعة في 5 أبريل 2002 - أثناء الانتفاضة الفلسطينية الثانية - دعا أبو لبن لتقديم للجهاد من أجل القضية الفلسطينية،[8] وخرجت من المسجد مظاهرة إلى ساحة البرلمان، حمل المتظاهرون فيها لافتات تساوي بين الإسرائيليين والنازيين، وأحرقوا العلم الإسرائيلي.[9]